# Теория крошечного взрыва
Тео́рия кро́шечного взры́ва (The Tiny Bang Story) — приключенческая игра-головоломка, разработанная независимой студией разработки игр Colibri Games. Она была выпущена 22 апреля 2011 года для Microsoft Windows и macOS в Steam. Она была портирована и опубликована для iOS во втором квартале 2012 года компанией Colibri Games. Она была перенесена на Android и опубликована в Google Play компанией HeroCraft в третьем квартале 2012 года. Порт для Linux был выпущен в июне 2015 г., для AppleTV — 2 февраля 2016 г., а версия для Nintendo Switch была выпущена 4 октября 2019 г. в сотрудничестве с Ellada Games. Также существует порт для Windows Phone.

## Игровой процесс
Цель The Tiny Bang Story — найти спрятанные предметы в виде кусочков головоломки и решить серию из 30 логических головоломок. Головоломки связаны вместе в приключенческую историю, состоящую из 5 коротких глав, каждая из которых заканчивается заставкой-паззлом, где пользователь должен собрать воедино найденные кусочки головоломки.
Главный герой приключенческого рассказа — пользователь, и он никогда не изображается, хотя есть небольшое взаимодействие с игровыми персонажами. Теория крошечного взрыва примечательна тем, что в ней нет ни устных, ни письменных диалогов.
Также, сюжет начальной заставки игры приурочен к проходившему тогда Чемпионату мира по футболу.
Ещё несколько фактов по геймплею:
- При прохождении игры, на самом деле, не обязательно собирать кусочки паззла в пределах каждой из глав: по завершении главы, они всё равно будут считаться 100%-но найденными.
- На одном из уровней существует дополнительный 26-й кусочек паззла: при его взятии, счётчик кусочков на это событие никак не реагирует.
- На каждом из уровней присутствует практически безмолвный «куратор уровня»: старушка, гном, продавщица, моряк, внук. По прохождении игры, можно перейти на дополнительный уровень, где, под надзором всех кураторов одновременно, можно поиграть в почти любую головоломку, на выбор.
- В сети есть несколько сайтов с детальным описанием прохождения уровней.
- «Радиола» и «телевизор с ведущим» бормочут неразборчивый набор звуков.
- В игре могут быть заполнены несколько профилей игроков.
- В ходе игры, игрок совершает «кругосветное путешествие».
- Переезд «из главы в главу» осуществляется каждый раз новым видом транспорта: паровозом, лифтом, катером и т. д.

## Разработка
The Tiny Bang Story была разработана Colibri Games, независимой студией разработки игр. Эдуард Арутюнян — художник игры, а Дмитрий Санников — программист. Позже к команде присоединился Андрей Арутюнян, который занимался бизнес-аспектами. Стилевое решение игры было вдохновлено голландским классическим искусством и видеоигрой Machinarium от Amanita Design.

## Отзывы критиков
| Сводный рейтинг    | Сводный рейтинг |
| Агрегатор          | Оценка          |
| ------------------ | --------------- |
| GameRankings       | (PC) 58 %       |
| Metacritic         | (PC) 63/100     |
| Иноязычные издания |                 |
| Издание            | Оценка          |
| AdvGamers          | [ 12 ]          |
| Gamezebo           | [ 13 ]          |
| Rock Paper Shotgun | 7/10            |

После выпуска The Tiny Bang Story получила смешанные отзывы.
- Средний балл на сайте Metacritic составляет 63/100,
- а на GameRankings — 58 %.

Рецензенты единодушно приветствуют рисованный художественный стиль, называя его «великолепным» или «совершенно потрясающим». Однако большинство обозревателей критикуют слишком короткое время прохождения игры.
- Rock Paper Shotgun считает «игры со скрытыми объектами потенциально отличными головоломками, а The Tiny Bang Story — превосходное доказательство этого», а впоследствии объявляет её 20-й строчкой «Лучших игр-головоломок из когда-либо созданных»[15].
- XGN и AdventureGamers[англ.] считают, что головоломки «простые» и «повторяющиеся»[16].
- GamePitt отмечает, что «лёгкость делает игру подходящей для всей семьи, включая детей младшего возраста»[17].

## Русское название
Хотя дословный перевод названия: «История крошечного взрыва», в РФ игра известна под названием «Теория крошечного взрыва». Здесь просматривается аллюзия к сериалу Теория Большого взрыва.